# Pellegrino Artusi
Pellegrino Artusi (Forlimpopoli, 4 agosto 1820 – Firenze, 30 marzo 1911) è stato uno scrittore, gastronomo e critico letterario italiano conosciuto principalmente per il suo La scienza in cucina e l'arte di mangiar bene, ritenuto uno dei libri di ricette più popolari di sempre.

## Biografia

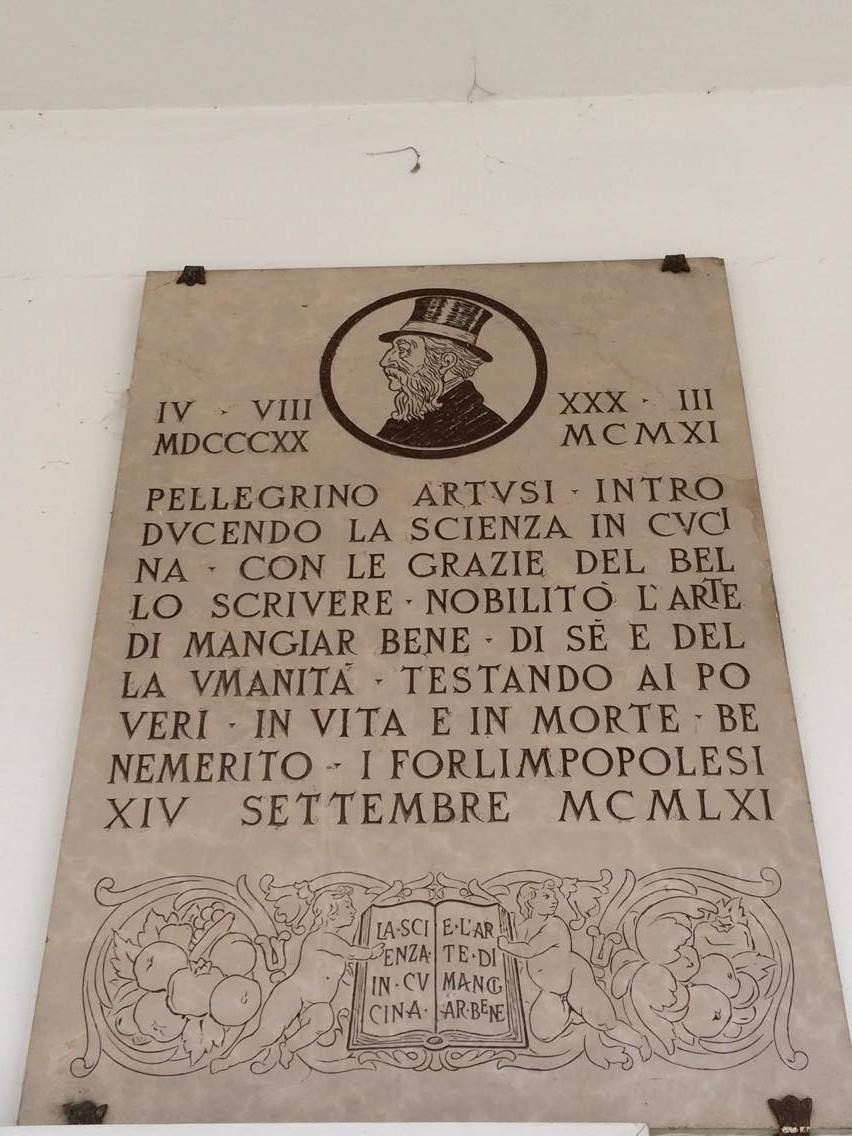
Lapide commemorativa sulla casa natale di Pellegrino Artusi a Forlimpopoli.

Pellegrino Artusi nacque il 4 agosto 1820 a Forlimpopoli, nell'allora Stato Pontificio (oggi nella provincia di Forlì-Cesena, in Romagna), figlio di un droghiere benestante, Agostino Artusi (detto Buratèl, cioè "piccola anguilla"), e di Teresa Giunchi, nativa di Bertinoro, in una famiglia numerosa: i genitori avevano avuto ben tredici figli, nove femmine e quattro maschi, questi ultimi tutti morti in tenera età eccetto Pellegrino, il quale venne battezzato con tale nome in onore del santo forlivese Pellegrino Laziosi. Come altri ragazzi del posto di buona famiglia, compì gli studi nel seminario della vicina Bertinoro. La sua casa natale, posta sulla piazza centrale di Forlimpopoli, proprio di fronte alla trecentesca rocca albornoziana, venne demolita negli anni '60 del '900.
Artusi fece un percorso di studi irregolare e praticamente da autodidatta, perché, come egli stesso racconta nell'Autobiografia, stabilito di fargli intraprendere la carriera di famiglia, il padre ebbe consiglio che non fosse necessaria tanta istruzione per fare il commerciante. Artusi scriverà: “Quando poi, fatto adulto, ho riflettuto a questo consiglio non mi parve dato da gente savia perché un fondo d’istruzione ben data in qualunque caso è sempre giovevole.” Artusi si costruirà quel fondo d’istruzione inizialmente viaggiando per imparare le pratiche del commercio e, poi, appassionandosi ai classici.

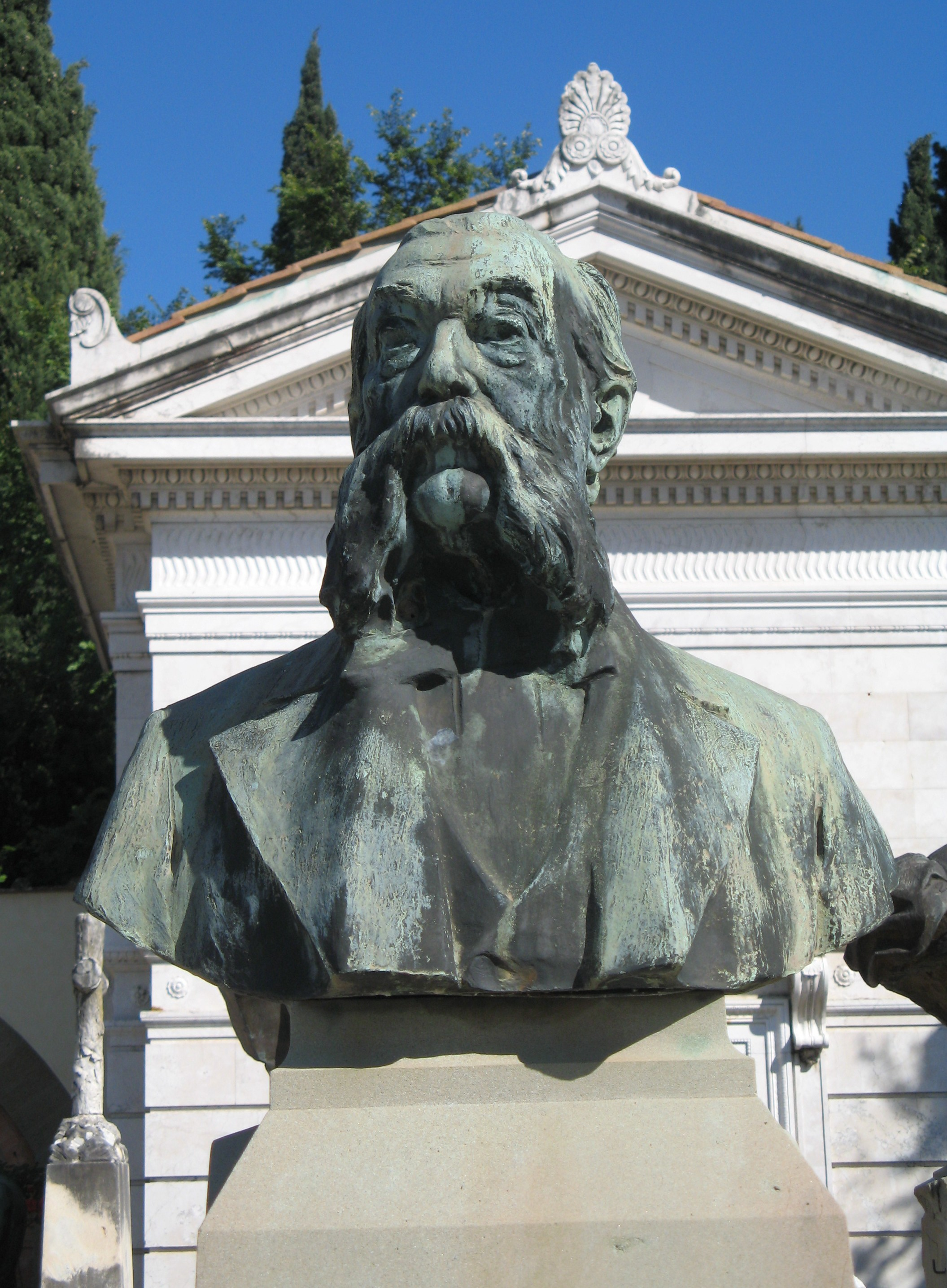
Monumento funebre di Pellegrino Artusi nel cimitero di San Miniato al Monte

Si inserì quindi nell'attività commerciale di famiglia dove, fra libri, stoffe e spezie, condusse una vita tranquilla fino ai trent'anni. La vita della famiglia Artusi venne sconvolta per sempre il 25 gennaio 1851, giorno in cui il brigante Stefano Pelloni, meglio noto come il Passatore, assaltò Forlimpopoli insieme alla sua banda con l'intento di rapinare le famiglie più ricche del paese e le varie istituzioni. La data non fu scelta a caso: quella sera i forlimpopolesi benestanti non erano presenti nelle loro case perché si erano quasi tutti ritrovati nel piccolo teatro all'interno della rocca per assistere al dramma La morte di Sisara.
Catturati i pochi soldati e gendarmi papalini che presidiavano Forlimpopoli, la banda dei briganti penetrò in sala, ordinando a tutti i presenti di consegnare i preziosi. Il brigante prese in ostaggio all'interno del teatro i rappresentanti delle migliori famiglie, rapinandoli. Successivamente costrinse un amico degli Artusi, i quali non si trovavano a teatro, ad aprire la porta della loro abitazione con uno stratagemma, e una volta entrati in casa malmenarono Pellegrino ed iniziarono a far razzia d'ogni cosa. Terminata la raccolta del bottino, i criminali stuprarono alcune donne, tra cui Gertrude Artusi, sorella di Pellegrino, che, impazzita per lo shock, dovette essere ricoverata al manicomio di Pesaro, dove poi morì; un'altra sorella rimase invece ferita.
In seguito a questo episodio, la famiglia Artusi decise di abbandonare quelle terre infestate dai banditi e nel maggio si trasferì a Firenze, capitale dell'allora più sicuro Granducato di Toscana. Gli Artusi si stabilirono in Via dei Calzaiuoli, dove rilevarono un banco di vendita di seta.
Gli affari del negozio a Firenze andarono benissimo: l'importazione dei bachi dalla Romagna e la vendita della seta, di stoffe e tessuti offriva ampi margini di guadagno. Da bottegai di paese, gli Artusi entrarono in contatto con importanti imprenditori serici, si fecero un buon nome nel campo e accumularono ricchezze, arrivando ad amministrare una vera fortuna.
Quando Firenze divenne capitale d'Italia nel 1865, Artusi decise di lasciare la mai amata attività commerciale e prima del 1870, neanche cinquantenne, si ritirò a vita privata. Si occupò liberamente e con diletto delle letture dei classici italiani (scrisse una Vita di Ugo Foscolo nel 1878, e Osservazioni in appendice a trenta lettere di G. Giusti, nel 1880), e cominciò a scrivere ricette di cucina, avvalendosi di esperienze antiche e nuove. Pubblicò poi le sue creazioni nel famosissimo La scienza in cucina e l'arte di mangiar bene, del 1891.
Sposate le sorelle e morti i genitori, poté vivere di rendita, grazie al capitale accumulato con la vendita del suo ricettario e alle tenute che la famiglia possedeva in Romagna (a Borgo Pieve Sestina di Cesena e Sant'Andrea di Forlimpopoli). Abitò nel Villino Puccioni in piazza D'Azeglio a Firenze, dove tranquillamente condusse la sua esistenza fino al 30 marzo 1911, giorno in cui morì, all'età di 90 anni. Celibe e senza figli, dedicò gli ultimi due decenni della sua vita alla stesura di ben 15 edizioni de La scienza in cucina, pubblicate tutte a proprie spese e costantemente aggiornate nel linguaggio e nelle ricette. Con lui, vissero nel Villino Puccioni due fedeli domestici e due gatti; a Francesco Ruffilli, cuoco proveniente da Forlimpopoli, e a Maria Sabatini, detta Marietta, governante toscana di Massa e Cozzile e personalità dominante di casa Artusi, lasciò, riconoscente, i diritti d'autore del libro; agli amati gatti, Bianchino e Sibillone, dedicò la prima edizione, dedica poi scomparsa nelle successive. Al Comune di Forlimpopoli lasciò gran parte della sua “vistosa sostanza”, come la definì il Sindaco di allora, a dimostrazione del fatto che, nonostante avesse trascorso la maggior parte della sua vita in Toscana, non aveva mai dimenticato la sua terra d'origine. 
Riposa nel cimitero di San Miniato al Monte.

### Il caso del minestrone e il colera
Di particolare interesse è una testimonianza dello stesso Artusi riguardo ad una sua disavventura, avvenuta durante la stagione dei bagni a Livorno, nel 1855, quando lo stesso gastronomo entrò a diretto contatto con il colera, la malattia infettiva che in quegli anni mieteva molte vittime in Italia. Giunto a Livorno, Artusi si recò in una trattoria per cenare; dopo avere consumato il minestrone, decise di prendere alloggio presso la palazzina di un certo Domenici in piazza del Voltone. Come Artusi testimonia, passò la notte in preda a forti dolori di stomaco, di cui diede la colpa al minestrone. 
Il giorno dopo, di ritorno a Firenze, gli giunse la notizia che Livorno era stata colpita dal colera e che Domenici ne era caduto vittima. Fu allora che comprese chiaramente la situazione: non era stato il minestrone, ma erano i primi sintomi della malattia infettiva a procurargli i forti dolori intestinali. L'episodio convinse l'Artusi a scrivere una personale e celebre ricetta del minestrone.

## Artusi scrittore

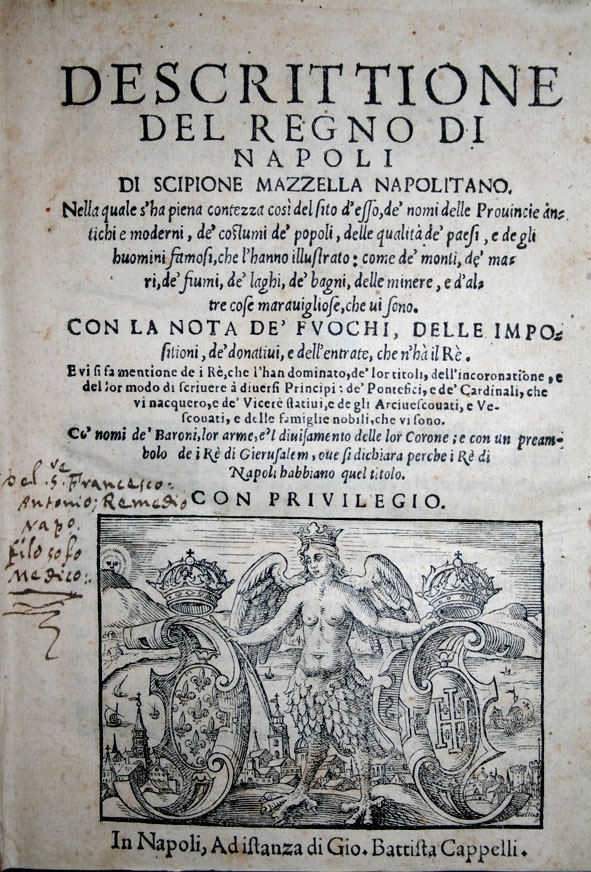
La scienza in cucina e l'arte di mangiar bene, edizione 1910

Tre furono le opere di Artusi, tutte pubblicate a spese proprie: due saggi di critica letteraria e un manuale di cucina. I saggi - Vita di Ugo Foscolo (1878) e Osservazioni in appendice a trenta lettere di Giuseppe Giusti (1881) - passarono quasi completamente sotto silenzio; il manuale, La scienza in cucina e l'arte di mangiar bene, pubblicato nel 1891, dopo un inizio difficoltoso, ebbe un successo tanto impensabile quanto travolgente, che assicurò al suo autore fama e popolarità imperitura, rimanendo tuttora uno dei più celebri libri di ricette italiani. A dispetto dei difficili inizi, nell’arco di 20 anni Artusi curò personalmente, e sempre pubblicò a proprie spese, 15 edizioni, aggiornate in continuazione nel linguaggio e nelle ricette, che aumentarono dalle 475 iniziali alle 790 finali. La Scienza in cucina, primo testo a raccontare la cucina nazionale raccogliendo le tante tradizioni locali, ricomposte in un mosaico che esalta le diversità, è ininterrottamente edito da oltre cent’anni e tradotto in diverse lingue, tra le quali, inglese, francese, portoghese, spagnolo, polacco, russo; ultima in ordine cronologico, il giapponese.
L'opera di Artusi, considerata la prima trattazione gastronomica dell'Italia unita, è stata valorizzata soprattutto dall'edizione critica curata da Piero Camporesi nel 1970, che ha prodotto come risultato indiretto l'inserimento a pieno titolo del trattato gastronomico artusiano nel canone, oltre che della cucina italiana, anche della letteratura italiana.
Il titolo è di chiara matrice positivistica. Artusi, ammiratore del fisiologo monzese Paolo Mantegazza, esaltava il progresso ed era fautore del metodo scientifico, metodo che applicò nel suo libro. Quello di Artusi, infatti, può essere considerato un manuale "scientificamente testato": ogni ricetta fu scritta e pubblicata in seguito a prove, sperimentazioni e degustazioni dello stesso autore, aiutato dal cuoco Francesco Ruffilli, come dichiara la governante Marietta Sabatini, anch’essa brava cuoca, nell'intervista alla Cucina Italiana del 1932: "Si provavano le ricette, tutte, una ad una. Accanto a lui instancabile era il suo cuoco che gli voleva tanto bene".

## Importanza linguistica e culturale
L'opera di Artusi, in particolare La scienza in cucina e l'arte di mangiar bene, è considerata importante anche per la diffusione della lingua italiana sul territorio nazionale; "scritto in una lingua fluida, elegante e armoniosa, il libro del gastronomo romagnolo divenne familiare a generazioni di italiani e soprattutto di italiane, per cui fu una presenza preziosa e amica, uno straordinario esempio di opera dinamica e aperta, che cresce come raccolta comunitaria e condivisa, non solo con i due domestici ma col pubblico che attivamente partecipa, suggerisce, critica. La Scienza diffonde nelle case degli italiani un modello di lingua fiorentina fresca e viva, ma insieme corretta e controllata, sensibile alla tradizione letteraria".

## Archivio e biblioteca personale
Le carte e la biblioteca privata di Artusi sono conservate, per sua espressa volontà testamentaria, nella biblioteca comunale di Forlimpopoli, assieme alle diverse edizioni del suo libro di cucina, e alla Raccolta di gastronomia italiana (collezione storica e moderna di libri, riviste e documenti multimediali di argomento gastronomico). Alla biblioteca sono stati aggiunti un centro di cultura gastronomica, un ristorante, una cantina e un museo. L'intero complesso è stato denominato «Casa Artusi» ed è stato inaugurato il 23 giugno 2007.

## Intitolazioni

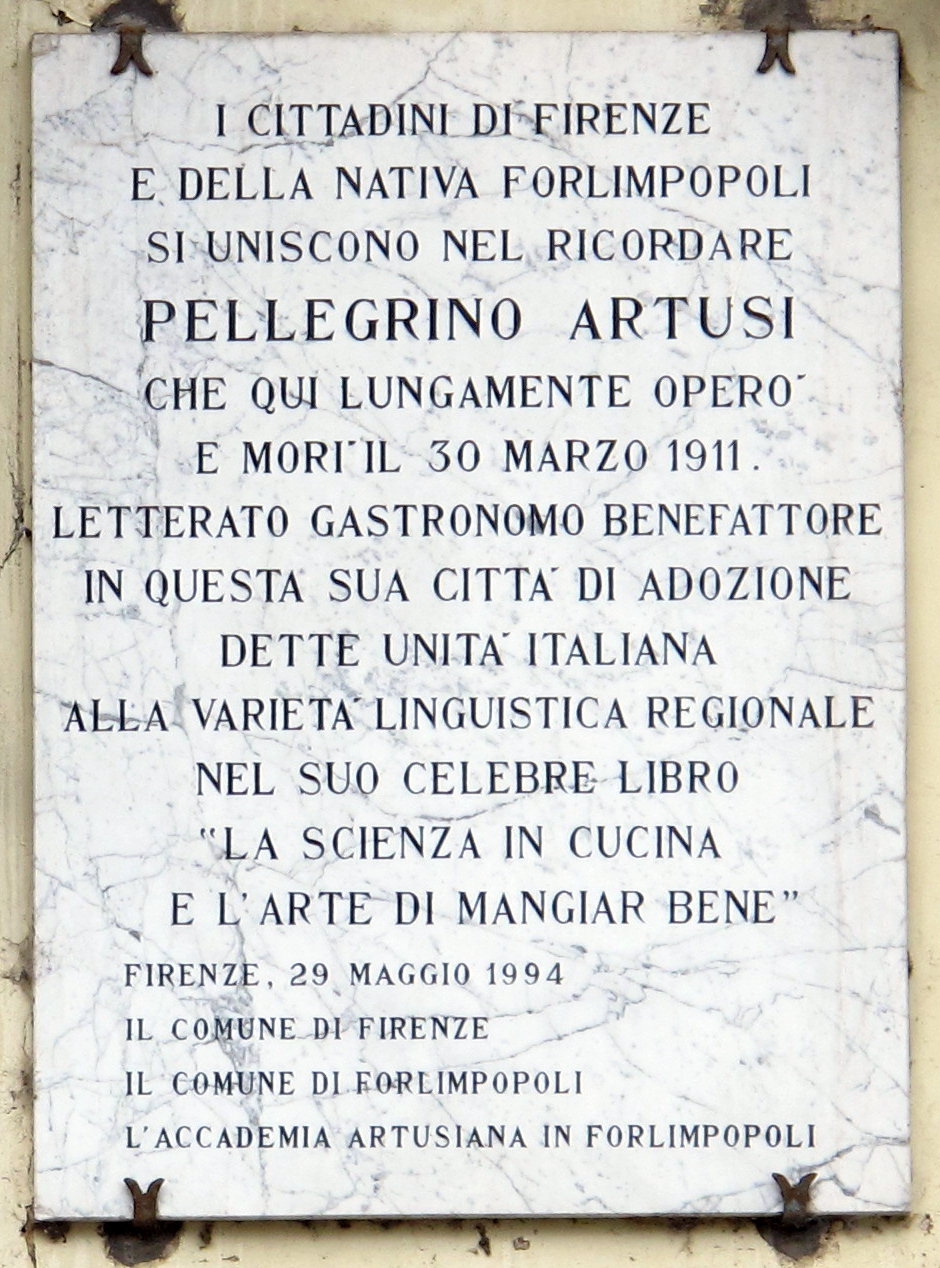
Lapide sulla sua casa in piazza D'Azeglio a Firenze

A Forlimpopoli sono intitolate all'Artusi una statua, un busto, una strada, un istituto alberghiero e la Biblioteca civica, che fa parte del complesso di Casa Artusi (vedi sopra).
Oltre a quella di Forlimpopoli, altre numerose scuole alberghiere italiane sono intitolate alla memoria di Pellegrino Artusi.
Dal 1997 il comune di Forlimpopoli organizza la "Festa Artusiana", manifestazione dedicata alla gastronomia comprendente eventi di cultura e spettacolo. Tra gli eventi principali vi sono: l'assegnazione del "Premio Pellegrino Artusi" a un personaggio che si sia distinto per l'originale contributo dato alla riflessione sui rapporti fra uomo e cibo; il "Premio Marietta", intitolato alla collaboratrice di Pellegrino Artusi, assegnato ad una donna o ad un uomo di casa abile artefice - nello spirito di Pellegrino e di Marietta - di ghiottonerie domestiche.

## Riferimenti nella cultura di massa
- L'autore è citato nel film La grande guerra di Mario Monicelli (1959). In una scena, i soldati discutono sulla marmitta del rancio che è rimasta nella terra di nessuno. Ad un certo punto il soldato interpretato da Alberto Sordi esclama E certo, er coco der reggimento è Pellegrino Artusi!
- Artusi è il protagonista di due romanzi dello scrittore pisano Marco Malvaldi: Odore di chiuso (2011) e Il borghese Pellegrino (2020).

## Opere
- Pellegrino Artusi, Vita di Ugo Foscolo. Note al Carme dei Sepolcri, Casa Editrice Barbèra, Firenze 1878 (nuova edizione, Forlì 2011, ISBN 9788896629369).
- Pellegrino Artusi, Osservazioni in appendice a trenta lettere di Giuseppe Giusti, Casa Editrice Barbèra, Firenze 1881 (rist. an. Firenze 2012, ISBN 9788890491665).
- Pellegrino Artusi, La scienza in cucina e l'arte di mangiar bene, Tipografia Salvadore Landi (stampatore), Firenze, 1891 (rist. an. Forlimpopoli-Firenze 2011, ISBN 9788809767355).
- Pellegrino Artusi, La scienza in cucina e l'arte di mangiar bene. Edizione progressiva a cura di Alberto Capatti, Compositori, Bologna, 2012. ISBN 9788877947963.
- Pellegrino Artusi, Autobiografia, a cura di Alberto Capatti e Andrea Pollarini, Il Saggiatore, Milano, 1993, ISBN 8842801275; nuova ed. riveduta e corretta a cura di Alberto Capatti, Slowfood, Bra, 1999, ISBN 8886283792.
- Pellegrino Artusi, La cucina è una bricconcella, a cura di Lorenzo Flabbi, L'orma, Roma, 2014, ISBN 9788898038367.